# Talamanca királyság
A Talamanca Királyság egy politikai entitás volt, amelyet a Costa Rica-i kormány 1867. július 25-én kihirdett végrehajtási rendeletével ismert el, ezzel a talamancai őslakos uralkodókat a régió „politikai főnökeinek” nyilvánítva, egészen az utolsó király, Antonio Saldaña 1910-ben bekövetkezett haláláig, akit állítólag megmérgeztek. A király örökösök nélkül halt meg, így megszűnt a királyi vérvonal.

## Történelem

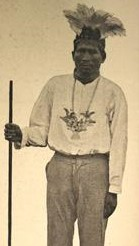
Antonio Saldaña, Talamanca utolsó királya

Talamanca régióját főként a bribri, cabécare, teribe, changuinola és boruca őslakos népcsoportok népesítették be, és a spanyol hódítók soha nem győzték le őket teljesen. Ezért a Costa Rica-i központi kormány jelenléte nagyon csekély volt. A térségben egymást követték az őslakosok felkelései, köztük a terbik (1544), a csánguinák (1610), az urinamák (1678) és a tariacák (1709) felkelései. 1710. július 4-én Cartagóban a spanyolok által kivégzett Pablo Presbere kazek vezette felkelés volt a leghírhedtebb.
1862-re a Talamanca-hegységben három bennszülött király volt: Chirimo, Lapis és Santiago Mayas, akiket július 25-én végrehajtó rendelettel hivatalosan is elismertek politikai vezetőként. Mayas unokatestvére, William Forbes, becenevén „Willie király” és Birche vette át a hatalmat Lapis halála után. Ők uralkodtak a körülbelül 3000 főt számláló, leginkább bribrikből és cabécare-ekből álló lakosság felett. Birche-t 1874-ben Limón kormányzója hatalommal való visszaélés gyanúja miatt félreállította, és a korona Forbes-ra szállt, az ő vezetése csak jelképes volt, a tényleges hatalom az amerikai tengerészgyalogos John H. Lyon kezében volt, aki egy bennszülött nemesasszony felesége volt, és aki hivatalosan Talamanca régense volt. Forbes a politikai hatóságok elleni bennszülött lázadást vezetett, erre válaszul a központi kormány a távollétében gyilkossággal vádolta meg, és Limón kormányzója elbocsátotta, így 1880. május 23-án unokaöccse, Antonio Saldaña lett az új király. 1890. július 4-én „a San Bernardo de Talamanca városrésznek nyújtott szolgálataiért” havi 40 peso hivatalos fizetést kapott. Saldaña ellentmondásos viszonyban volt a Costa Rica-i kormánnyal, egyrészt ellenezte a nyugati tanárok kiküldését királyságába, ellenezte az őslakosok katonai szolgálatát, nagyobb beruházásokat és fejlesztéseket követelt Cleto González Víquez elnöktől a térségben. Az United Fruit Company beavatkozása ellen a szájhagyomány szerint az ültetvények és a vasútvonalak szabotálásával lépett fel.
Saldaña három évtizeden át viselte a koronát, bár inkább díszes bábként, mint valós politikai szereplőként, erkölcsi súlya azonban lehetővé tette számára, hogy befolyást gyakoroljon az őslakos területekre költőző telepesekre, és a United Fruit Company térségbeli kizsákmányolásával szembeni ellenállása erős ellenségeket szerzett neki. A bribri (matrilineáris) hagyomány szerint szinte egy időben halt meg unokaöccsével és örökösével, Joséval. A gyanú szerint mindkettejüket megmérgezték. Bár második unokaöccse Ramón Almengor (Siarke) követelte a királyi címet, csak a bribri köznép ismerte el. A Blu kaszt vagy a Bribri királyi kaszt megszakadása nagy csapás volt, így a királyság mint állam véget ért, és a terület teljesen beolvadt Costa Rica területébe.

## Fordítás
Ez a szócikk részben vagy egészben  a   Kingdom of Talamanca című angol Wikipédia-szócikk ezen változatának fordításán alapul.  Az eredeti cikk szerkesztőit annak laptörténete sorolja fel. Ez a jelzés csupán a megfogalmazás eredetét és a szerzői jogokat jelzi, nem szolgál a cikkben szereplő információk forrásmegjelöléseként.